# Moritz Traube
Moritz Traube (12. února 1826 Ratiboř – 28. června 1894 Berlín) byl německý biochemik, který poprvé navrhl použití chloru při dezinfekci pitné vody.
Moritz Traube se narodil do židovské rodiny 12. února 1826 ve slezské Ratiboři, kde v 16 letech absolvoval gymnázium. V roce 1842 začal, na doporučení svého staršího bratra Ludwiga, studovat chemii na berlínské univerzitě. O dva roky později se přestěhoval do Gießenu, kde navštěvoval lekce logiky a botaniky. V roce 1845 se vrátil zpět do Berlína, kde v roce 1847 získal doktorát.
V roce 1849 zemřel na cukrovku jeho bratr, který měl převzít po otci vinařství, a Moritz byl nucen se do rodné Ratiboře vrátit. Na půdě svého domu si zařídil skromnou laboratoř, kde prováděl svoje fyzikální a chemické pokusy. Vedl si velmi dobře i jako obchodník s vínem a štědře dotoval místní gymnázium.
V roce 1866 se Moritz Traube přestěhoval do Vratislavi, kde nejdříve pracoval po různých laboratořích, ale postupně si zařídil svoji vlastní. Stále však vedl obchod s vínem, především s maďarským – jedním z jeho zákazníků byl i Otto von Bismarck.
V roce 1891 se přestěhoval, již jako nemocný, zpět do Berlína. 28. června 1894 zemřel a je pohřben na hřbitově v Lichtenbergu.
Moritz Traube byl mladším bratrem Ludwiga Traubeho, zakladatele německé experimentální patologie. Moritz měl s Berthou Moll z Lešna (sňatek v roce 1855) dva syny – biochemika Wilhelma a mineraloga Hermanna, a tři dcery.

## Vědecká činnost
V závěru života Moritz Traube navrhl, jako první na světě, použití chloru, respektive chloridu vápenatého, k dezinfekci pitné vody.